# Cyrtodactylus cattienensis
Espèce
Cyrtodactylus cattienensis est une espèce de geckos de la famille des Gekkonidae.

## Répartition
Cette espèce est endémique de la province de Đồng Nai au Viêt Nam.

## Étymologie
Son nom d'espèce, composé de cattien et du suffixe latin -ensis, « qui vit dans, qui habite », lui a été donné en référence au lieu de sa découverte : le parc national de Cat Tien.

## Publication originale
- Geissler, Nazarov, Orlov, Böhme, Phung, Nguyen & Ziegler, 2009 : A new species of the Cyrtodactylus irregularis complex (Squamata: Gekkonidae) from southern Vietnam. Zootaxa, n. 2161, p. 20–32.